# Aspidocarya
Aspidocarya é um género botânico pertencente à família Menispermaceae.

## Espécies
- Aspidocarya dissitiflora
- Aspidocarya hirsuta
- Aspidocarya kelidophylla
- Aspidocarya pentaneura
- Aspidocarya stenothyrsus
- Aspidocarya uvifera